# Stenopogon festae
Stenopogon festae är en tvåvingeart som beskrevs av Mario Bezzi 1925. Stenopogon festae ingår i släktet Stenopogon och familjen rovflugor. Inga underarter finns listade i Catalogue of Life.